# Jo competeixo
Jo competeixo és el quart disc del grup català Manel i s'enquadra en el pop contemporani. Sortí al mercat el 8 d'abril del 2016 i s'edità en CD i doble vinil. Com en els darrers dos treballs discogràfics, el grup publicà el seu primer senzill, «Sabotatge», abans de la data de publicació del disc, en aquest cas, l'11 de març. El disc va ser enregistrat als Estats Units amb el productor Jake Aron durant dues fases diferenciades, primer al novembre de 2015 en una antiga església de Woodstock i la segona en l'estudi de Nova York d'Aron. Segons la revista Time Out, «Sabotatge» incorpora ressons de les "músiques del món, incorpora percussions caribenyes i unes guitarres que 'miren als Andes i Àfrica'; també afirma que el baix recorda a la cançó «Lambada» de Kaoma i desvela la referència explícita a la cançó «You can call me Al» del disc Graceland de Paul Simon, ara que aquest celebra el seu 30è aniversari des de la publicació. Finalment, el cantat del grup, Guillem Gisbert culmina la cançó amb uns aguts no habituals en els seus darrers treballs.
La presentació de l'àlbum es realitzarà el 4 de juny al Primavera Sound 2016 i a partir d'aquí iniciaran una gira per diferents sales de concerts i festivals com el Nos Primavera Sound de Port, el festival Vida de Vilanova i la Geltrú o el Canet Rock.

## Llista de cançons
| Núm. | Títol                             | Durada |
| ---- | --------------------------------- | ------ |
| 1.   | «Les cosines»                     | 4:18   |
| 2.   | «Cançó del dubte»                 | 3:42   |
| 3.   | «Arriba l'alba a Sant Petersburg» | 6:17   |
| 4.   | «La serotonina»                   | 4:13   |
| 5.   | «Temptacions de Collserola»       | 5:39   |
| 6.   | «M'hi vaig llançar»               | 3:40   |
| 7.   | «L'espectre de Maria Antonieta»   | 3:11   |
| 8.   | «BBVA»                            | 5:45   |
| 9.   | «Sabotatge»                       | 4:18   |
| 10.  | «Avança, vianant»                 | 5:38   |
| 11.  | «Jo competeixo»                   | 8:34   |

## Videoclips
Sabotatge: Manel publica al seu canal de YouTube el videoclip d'aquesta cançó, dirigit per Sergi Pérez i penjat el 17 de març del 2016.
La serotonina: el segon videoclip, dirigit per Mikael Stornfelt, penjat el 19 de juliol de 2016.